# Жолтовски, Ян
Ян Жолтовски (Цолковски) (нем. Jan Zioltkowski пол. Jan Zioltkowski, полное имя  Marceli Zioltkowski) — германский и польский шашист. Чемпион Германии по международным шашкам 2002 года, бронзовый призёр 2010 С мая 2010 года избран президентом IGDD (Interessengemeinschaft Damespiel in Deutschland) (с 2003 — вице-президент). Арбитр FMJD (с ноября 2010 года).
Родился в Коцале, Польша. В 1989 году переехал на постоянное место жительство в Германию.
До эмиграции в 1989 году играл в шашки в Польше, в Германии вернулся к шашкам в 2002 году и тогда же выиграл чемпионат страны. Тогда же перешел на организаторскую работу. В 2003 году занял должность вице-президента в Федерации шашек Германии, предпринимая усилия для организации шашечных турниров в стране. В 2007 году работал в совете Европейской конфедерации шашек.
Проживает в городе Корбах.